# Philippe Estévez
Philippe Estéves (Caracas, Venezuela; 9 de diciembre de 1983) es un exfutbolista venezolano que jugaba como delantero y su último equipo fue el Centro Ítalo de la Segunda División de Venezuela. 
Militó en diversos clubes de Venezuela y Chile. Fue seleccionado venezolano sub-20 y disputó con su selección, el Campeonato Sudamericano Sub-20 de 2003, donde convirtió un gol. Fue goleador del torneo de Segunda División con el Zulia Fútbol Club, marcando 18 goles. 

## Clubes
| Club                     | País      | Año       |
| ------------------------ | --------- | --------- |
| Caracas Fútbol Club      | Venezuela | 1999-2002 |
| Trujillanos Fútbol Club  | Venezuela | 2003      |
| Unión Atlético Maracaibo | Venezuela | 2005      |
| Atlético El Vigía        | Venezuela | 2006      |
| Carabobo                 | Venezuela | 2006-2007 |
| Deportes Concepción      | Chile     | 2007      |
| Zulia Fútbol Club        | Venezuela | 2008-2010 |
| Unión Atlético Maracaibo | Venezuela | 2010      |